# Варяшбаш
Варяшбаш (баш. Вәрәшбаш) — деревня в Янаульском районе Республики Башкортостан Российской Федерации. Входит в состав Новоартаульского сельсовета. 

## География

### Географическое положение
Деревня находится у истока реки Варяш. Расстояние до:
- районного центра (Янаул): 20 км,
- центра сельсовета (Новый Артаул): 8 км,
- ближайшей ж/д станции (Янаул): 20 км.

## История
В 1904 году в деревне Ново-Артауловской волости Осинского уезда Пермской губернии — 45 крестьянских дворов, 284 жителя (114 мужчин, 170 женщин), башкиры-вотчинники.
По переписи 1920 года в деревне было 62 двора и 345 жителей (130 мужчин, 215 женщин).
К 1926 году деревня была передана из Уральской области в состав Янауловской волости Бирского кантона Башкирской АССР.
В 1982 году население — около 140 человек.
В 1989 году — 100 человек (45 мужчин, 55 женщин).
В 2002 году — 90 человек (38 мужчин, 52 женщины), башкиры (86 %).
В 2010 году — 68 человек (31 мужчина, 37 женщин).

## Население
| 2002 | 2009 | 2010 |
| ---- | ---- | ---- |
| 90   | →90  | ↘68  |